# Emberi fejlettségi index
Az emberi fejlettségi index (Human Development Index, rövidítése: HDI) egy mutatószám, amely a világ országainak összehasonlítását teszi lehetővé a születéskor várható élettartam, az írástudás, az oktatás és az életszínvonal alapján. A HDI-t az ENSZ már több mint két és fél évtizede publikálja, melynek alapkoncepciója a kezdetek óta változatlan, de a konkrét számítási módban többször történt változás. Az ENSZ tagállamait minden évben rangsorolják a HDI szerint. A lista élén álló országok gyakran reklámozzák, hogy így vonzzák a tehetséges bevándorlókat, vagy mérsékeljék a kivándorlási kedvet.
Általánosan elfogadott eszköze a (különösen a gyermekek) jólétének mérésének. Használatával megkülönböztethetők a fejlett, fejlődő és fejletlen országok, és mérhető a gazdaságpolitikák hatása az életszínvonalra. A mutatót 1990-ben dolgozta ki Mahbub ul Haq pakisztáni közgazdász, és 1993 óta használja Az ENSZ Fejlesztési Programja (UNDP) az Emberi Fejlődési Jelentésben (HDR).
A HDI 3 összetevőn alapul, melyek a következők:
- hosszú és egészséges élet, amelyet a születéskor várható élettartam értékén keresztül ragad meg;
- oktatásban megszerzett tudás, amelyet a 15 éven felüliek írni-olvasni tudása (kétharmados súllyal), valamint a kombinált iskolázottsági arány (alap-, közép- és felsőfokú iskolázottság összevont mutatója) (egyharmados súllyal) segítségével mér. Ez utóbbi a megfelelő korosztály teljes létszámához viszonyítja az oktatásban részesülők számát a 3 szinten;
- tisztességes életszínvonal, amelyet a vásárlóerő-paritáson (PPP) dollárban számított bruttó hazai termékkel (GDP) mér egy főre jutó GDP-ben kifejezve.

| 0,800–1,000 (nagyon magas) 0,700–0,799 (magas) 0,550–0,699 (közepes) | 0,350–0,549 (alacsony) Nincs adat |

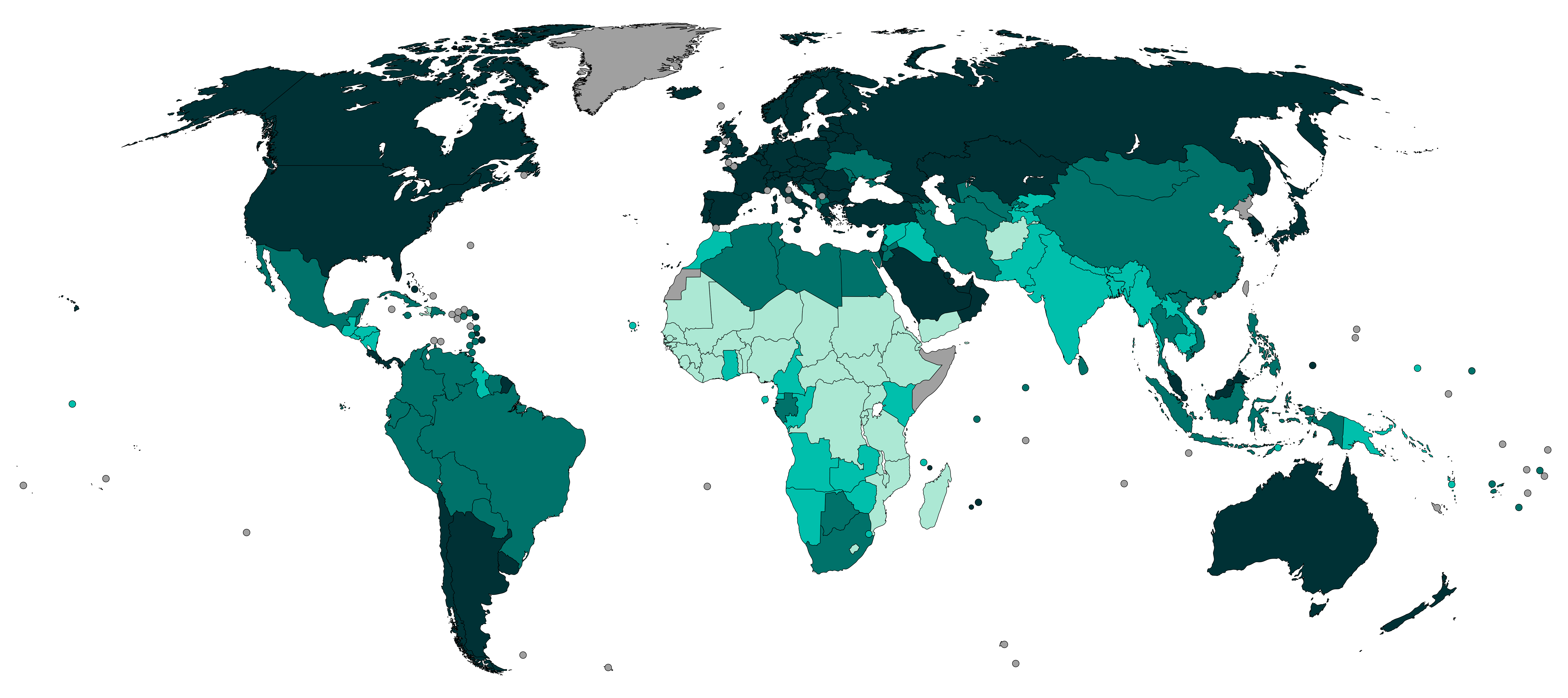
Világtérkép emberi fejlettségi index osztályozással (2019-es adatok, 2020-ban közzétéve).

Egy alternatív mutató, amely az egyes országokban levő szegénység mértékére koncentrál: az emberi szegénység indexe (HPI).

## Előfutárai
- 1. 1966 – Az ENSZ Szociális Fejlesztési Kutatóintézetének kutatói által kidolgozott életszínvonal-index-e. 1966-ban egy húsz országra kiterjedő vizsgálatot közölt az intézet. Mutatószámok: táplálkozás, oktatás, lakásellátottság, pihenés, egészség-helyreállítás, biztonság színvonala és egy monetáris jellegű index.
- 2. 1970 – Az ENSZ előbb említett intézete kidolgozta az ún. fejlettségi index-et kilenc gazdasági és ugyanennyi társadalmi mutatószámból képezve.
- 3. 1975 – Az UNESCO két társadalmi és öt gazdasági jellegű mutatóból fejlettségi indexet publikált.
- 4. 1979 – Morris David Morris, a Tengerentúli Fejlesztési Tanács szakembere alkotta meg a HDI-vel leginkább rokonságot mutató mérőszámot. Ez a fizikai életminőség index.
- 5. 1990 – Az ENSZ Fejlesztési Programja keretében Mahbub ul Haq és Amartya Sen kidolgozzák a humán fejlettség ma is népszerű mutatóját.

## Módszertan
A nemzetközi statisztikákban alkalmazott HDI számítások rögzített minimum és maximum értékekkel dolgoznak. Mindegyiket a számszerű értékek 0 és 1 közé vetítésével képezik. Korábban a 0 és az 1 értéket az adatok két szélső értéke jelentette, azonban az évenkénti összehasonlíthatóság érdekében (meglehetősen önkényes) fix értékeket határoztak meg: a várható élettartamnál 25 és 85 év, a GDP-nél 100 és 40 000 USD (itt logaritmikus átszámítást alkalmaznak), az írástudásnál és a beiskolázásnál pedig 0 és 100%.
A HDI index minden összetevőjére önálló indexek számíthatók normalizált átalakítással. Ez alól csak egy kivétel van. A HDI vizsgálatokban a GDP alkalmazására vonatkozó képlet arra az állításra épül, hogy egy megfelelő, elfogadható fejlettségi szint eléréséhez nincs szükség végtelenül nagy jövedelemre. Ennek érzékeltetésére, a nagyságrendekben meglevő különbségeket megtartó logaritmikus transzformációt használják.
A három index a következő:
- születéskor várható élettartam indexe: {\displaystyle {\frac {LE-25}{85-25}}} (2010-től {\displaystyle {\frac {{\text{LE}}-20}{85-20}}})
- oktatási index: {\displaystyle {\frac {2}{3}}\times ALI+{\frac {1}{3}}\times GEI}
  - felnőtt írástudási index (Adult Literacy Index, ALI): {\displaystyle {\frac {ALR}{100}}}
  - kombinált beiskolázási index: (Gross Enrolment Index, GEI): {\displaystyle {\frac {CGER}{100}}}
- GDP-index: {\displaystyle {\frac {\log \left(GDPpc\right)-\log \left(100\right)}{\log \left(40000\right)-\log \left(100\right)}}}

Az indexek kiszámítása után a HDI-t a megfelelő összetevők átlagolásával kaphatjuk meg minden területegységre:
(születéskor várható élettartam + oktatási index + GDP index)/3
LE: születéskor várható élettartam (life expectancy)

ALR: felnőtt írástudási arány (adult literacy rate)

CGER: kombinált beiskolázási arány (combined gross enrolment ratio)

GDPpc: egy főre jutó GDP vásárlóerő-paritáson, dollárban

## A HDI kritikái
A HDI-t ért kritikákat azok tartalma és célzottsága szerint több csoportba lehet sorolni. Vannak olyan bírálatok, melyek vagy magával az indexszel, vagy annak egy-egy komponensével kapcsolatban fogalmazzák meg észrevételeiket, javaslataikat. Ezek általában a számításához felhasznált mutatók köre megválasztásának hiányosságait emeli ki. A bíráló észrevételek egy másik csoportja módszertani jellegű (megjegyzendő, hogy a HDI módszertana folyamatosan változik): általában véve az index számítási metódusát, a súlyozást, valamint az ezekben rejlő esetleges negatív hatásokat részletezik és vizsgálják. Némely kritikusok a HDI lényegét vetik el.

## Eredmények

### 2018-ban
Magyarország 45. a világranglistán.
| Helyezés      | Helyezés             | Ország             | HDI           | HDI                  |
| 2018-as hely. | Változás előző évről | Ország             | 2018-as érték | Változás előző évről |
| ------------- | -------------------- | ------------------ | ------------- | -------------------- |
| 1             | Állandó              | Norvégia           | 0,953         | 0,002                |
| 2             | Állandó              | Svájc              | 0,944         | 0,001                |
| 3             | Állandó              | Ausztrália         | 0,939         | 0,001                |
| 4             | Állandó              | Írország           | 0,938         | 0,004                |
| 5             | (1)                  | Németország        | 0,936         | 0,002                |
| 6             | Állandó              | Izland             | 0,935         | 0,002                |
| 7             | (1)                  | Hongkong           | 0,933         | 0,003                |
| 7             | Állandó              | Svédország         | 0,933         | 0,001                |
| 9             | (1)                  | Szingapúr          | 0,932         | 0,002                |
| 10            | Állandó              | Hollandia          | 0,931         | 0,003                |
| 11            | (1)                  | Dánia              | 0,929         | 0,001                |
| 12            | Állandó              | Kanada             | 0,926         | 0,004                |
| 13            | (1)                  | USA                | 0,924         | 0,002                |
| 14            | Állandó              | Egyesült Királyság | 0,922         | 0,002                |
| 15            | Állandó              | Finnország         | 0,920         | 0,002                |
| 16            | Állandó              | Új-Zéland          | 0,917         | 0,002                |
| 17            | (1)                  | Belgium            | 0,916         | 0,001                |
| 17            | (1)                  | Liechtenstein      | 0,916         | 0,001                |
| 19            | Állandó              | Japán              | 0,909         | 0,002                |
| 20            | Állandó              | Ausztria           | 0,908         | 0,002                |
| 21            | Állandó              | Luxemburg          | 0,904         | 0,001                |
| 22            | Állandó              | Izrael             | 0,903         | 0,001                |
| 22            | (1)                  | Dél-Korea          | 0,903         | 0,003                |
| 24            | Állandó              | Franciaország      | 0,901         | 0,002                |
| 25            | Állandó              | Szlovénia          | 0,896         | 0,002                |
| 26            | Állandó              | Spanyolország      | 0,891         | 0,002                |
| 27            | Állandó              | Csehország         | 0,888         | 0,003                |
| 28            | Állandó              | Olaszország        | 0,880         | 0,002                |
| 29            | Állandó              | Málta              | 0,878         | 0,003                |
| 30            | Állandó              | Észtország         | 0,871         | 0,003                |

| Helyezés      | Helyezés             | Ország                  | HDI           | HDI                  |
| 2018-as hely. | Változás előző évről | Ország                  | 2018-as érték | Változás előző évről |
| ------------- | -------------------- | ----------------------- | ------------- | -------------------- |
| 31            | (1)                  | Görögország             | 0,870         | 0,002                |
| 32            | Állandó              | Ciprus                  | 0,869         | 0,002                |
| 33            | (1)                  | Lengyelország           | 0,865         | 0,005                |
| 34            | (1)                  | Egyesült Arab Emírségek | 0,863         | 0,001                |
| 35            | Állandó              | Andorra                 | 0,858         | 0,002                |
| 35            | (1)                  | Litvánia                | 0,858         | 0,003                |
| 37            | (1)                  | Katar                   | 0,856         | 0,001                |
| 38            | (1)                  | Szlovákia               | 0,855         | 0,002                |
| 39            | (1)                  | Brunei                  | 0,853         | 0,001                |
| 39            | (1)                  | Szaúd-Arábia            | 0,853         | 0,001                |
| 41            | (2)                  | Lettország              | 0,847         | 0,003                |
| 41            | (1)                  | Portugália              | 0,847         | 0,002                |
| 43            | (2)                  | Bahrein                 | 0,846         | Állandó              |
| 44            | Állandó              | Chile                   | 0,843         | 0,001                |
| 45            | Állandó              | Magyarország            | 0,838         | 0,003                |
| 46            | Állandó              | Horvátország            | 0,831         | 0,003                |
| 47            | Állandó              | Argentína               | 0,825         | 0,003                |
| 48            | (1)                  | Omán                    | 0,821         | 0,001                |
| 49            | Állandó              | Oroszország             | 0,816         | 0,001                |
| 50            | Állandó              | Montenegró              | 0,814         | 0,004                |
| 51            | (1)                  | Bulgária                | 0,813         | 0,003                |
| 52            | Állandó              | Románia                 | 0,811         | 0,004                |
| 53            | (1)                  | Fehéroroszország        | 0,808         | 0,003                |
| 54            | (1)                  | Bahama-szigetek         | 0,807         | 0,001                |
| 55            | (1)                  | Uruguay                 | 0,804         | 0,002                |
| 56            | (1)                  | Kuvait                  | 0,803         | 0,001                |
| 57            | Állandó              | Malajzia                | 0,802         | 0,003                |
| 58            | (1)                  | Barbados                | 0,800         | 0,001                |
| 58            | (2)                  | Kazahsztán              | 0,800         | 0,003                |

A HDI-eredmények a (0;1) intervallumon belül oszlanak meg, ahol az 1 közeli értékek a fejlettebb, a 0 közeliek pedig a fejletlenebb területegységekre utalnak.

### HDI 2012 (2013)
- A 2013-as jelentést március 14-én mutatták be, és 2012-es adatokon alapszik.

A 40 legjobb listája (HDI értékeik 0,955 és 0,819 közé esnek, zárójelben a változás az előző évi helyezéshez képest). Az itt lévő országok közül mind a nagyon magas kategóriába tartoznak!:
| 1. Norvégia – 0,955 () 2. Ausztrália – 0,938 () 3. USA – 0,937 ( 1) 4. Hollandia – 0,921 ( 1) 5. Németország – 0,920 ( 4) 6. Új-Zéland – 0,919 ( 1) 7. Írország – 0,916 () 8. Svédország – 0,916 ( 2) 9. Svájc – 0,913 ( 2) 10. Japán – 0,912 ( 2) | 1. Kanada – 0,911 ( 5) 2. Dél-Korea – 0,909 ( 3) 3. Izland – 0,906 () 4. Hongkong – 0,906 () 5. Dánia – 0,901 ( 1) 6. Izrael – 0,900 ( 1) 7. Belgium – 0,897 ( 1) 8. Ausztria – 0,895 ( 1) 9. Szingapúr – 0,895 ( 8) 10. Franciaország – 0,893 () | 1. Finnország – 0,892 ( 1) 2. Szlovénia – 0,892 ( 1) 3. Spanyolország – 0,885 () 4. Liechtenstein – 0,883 ( 16) 5. Olaszország – 0,881 ( 1) 6. Egyesült Királyság – 0,875 ( 2) 7. Luxemburg – 0,875 ( 1) 8. Csehország – 0,873 ( 1) 9. Görögország – 0,860 () 10. Brunei – 0,855 ( 2) | 1. Ciprus – 0,848 () 2. Málta – 0,847 ( 4) 3. Andorra – 0,846 ( 1) 4. Észtország – 0,846 ( 1) 5. Szlovákia – 0,840 () 6. Katar – 0,834 ( 1) 7. Magyarország – 0,831 ( 1) 8. Barbados – 0,825 ( 9) 9. Lengyelország – 0,821 () 10. Chile – 0,819 ( 4) |

 Magyarország 0,769 ponttal az Egyesült Nemzetek 26. legfejlettebb országa (193-ból) a társadalmi egyenlőtlenség mértéke szerint súlyozott IHDI értéke alapján.
Bővebben : Országok listája az emberi fejlettségi index alapján

### HDI 2011
- A Human Development Report 2011 szerint 2011-ben az alábbi HDI-rangsort állíthatjuk fel a világban:

A 30 legfejlettebb ország:
| 1. Norvégia – 0,943 2. Ausztrália – 0,929 3. Hollandia – 0,910 4. USA – 0,910 5. Új-Zéland – 0,908 6. Kanada – 0,908 7. Írország – 0,908 8. Liechtenstein – 0,905 9. Németország – 0,905 10. Svédország – 0,904 | 1. Svájc – 0,903 2. Japán – 0,901 3. Hongkong – 0,898 4. Izland – 0,898 5. Dél-Korea – 0,897 6. Dánia – 0,895 7. Izrael – 0,888 8. Belgium – 0,886 9. Ausztria – 0,885 10. Franciaország – 0,884 | 1. Szlovénia – 0,884 2. Finnország – 0,882 3. Spanyolország – 0,878 4. Olaszország – 0,874 5. Luxemburg – 0,867 6. Szingapúr – 0,866 7. Csehország – 0,865 8. Egyesült Királyság – 0,863 9. Görögország – 0,861 10. Egyesült Arab Emírségek – 0,846 |

 Magyarország 0,816-os HDI értékével 38. a listán.
A társadalmi egyenlőtlenség mértéke szerint súlyozott IHDI értéke alapján Magyarország 0.759 ponttal az Egyesült Nemzetek 25. legfejlettebb országa (193-ból).

### HDI 2007 (2009)
A 2009-es jelentést október 5-én mutatták be, és javarészt 2007-es adatokon alapszik. Ebben az évben vezették be a nagyon magas fejlettségi szintet jelölő kategóriát a 0,9 feletti értéket elérő országok számára.
A 30 legjobb listája (HDI értékeik 0,971 és 0,920 közé esnek, zárójelben a változás az előző évi helyezéshez képest):
| 1. Norvégia – 0,971 ( 1) 2. Ausztrália – 0,970 ( 2) 3. Izland – 0,969 ( 2) 4. Kanada – 0,966 ( 1) 5. Írország – 0,965 () 6. Hollandia – 0,964 () 7. Svédország – 0,963 () 8. Franciaország – 0,961 ( 4) 9. Svájc – 0,960 ( 1) 10. Japán – 0,960 ( 2) | 1. Luxemburg – 0,960 ( 2) 2. Finnország – 0,959 () 3. Egyesült Államok – 0,956 ( 1) 4. Ausztria – 0,955 () 5. Spanyolország – 0,955 ( 1) 6. Dánia – 0,955 ( 2) 7. Belgium – 0,953 () 8. Olaszország – 0,9511 ( 1) 9. Liechtenstein – 0,951 (N/A) 10. Új-Zéland – 0,950 () | 1. Egyesült Királyság – 0,947 () 2. Németország – 0,947 ( 1) 3. Szingapúr – 0,944 ( 5) 4. Hongkong – 0,944 ( 2) 5. Görögország – 0,942 ( 7) 6. Dél-Korea – 0,937 ( 1) 7. Izrael – 0,935 ( 3) 8. Andorra – 0,934 () 9. Szlovénia – 0,929 ( 3) 10. Brunei – 0,920 ( 3) |

 Magyarország 0,879-es HDI értékével 5 helyet rontva 43. a listán.

### HDI 2005 (2007)
A 2007-es jelentést november 27-én mutatták be Brazíliában. A felhasznált adatok 2005-ből vagy korábbról származnak, így ez a 2005-ös HDI-t mutatja be. Nem minden ENSZ tagállam kívánja vagy tudja azonban rendelkezésre bocsátani a szükséges adatokat.
Az előző évi adatokhoz képest világviszonylatban enyhe emelkedés figyelhető meg, amihez főként a fejlődő országok (ezen belül is a legelmaradottabbak) javuló adatai járultak hozzá, ezzel szemben a fejlett államok mutatója az átlagot tekintve romlott.
A 0,5 alatti HDI érték alacsony fejlettségi szintnek számít. Az ide tartozó 22 ország mindegyike afrikai. Szub-szaharai Afrika legjobban teljesítő országai Gabon és a Dél-afrikai Köztársaság, a lista 119. és 121. helyén. Ebből a csoportból 9 ország lépett feljebb az előző jelentés óta.
A 0,8 feletti érték magas fejlettségi szintet mutat. Ide tartoznak a fejlett országok (Észak-Amerika, Európa, Óceánia és Kelet-Ázsia), valamint néhány fejlődő ország Kelet-Európában, Latin-Amerikában, Délkelet-Ázsiában, a Karibi térségben, valamint az olajban gazdag Arab-félszigeten. Idén hét ország lépett be ebbe a csoportba: Albánia, Fehéroroszország, Brazília, Líbia, Macedónia, Oroszország és Szaúd-Arábia.
A 30 legjobb listája (HDI értékeik 0,968 és 0,894 közé esnek, zárójelben a változás az előző évi helyezéshez képest):
| 1. Izland – 0,968 ( 1) 2. Norvégia – 0,968 ( 1) 3. Ausztrália – 0,962 () 4. Kanada – 0,961 ( 1) 5. Írország – 0,959 ( 1) 6. Svédország – 0,956 ( 1) 7. Svájc – 0,955 ( 3) 8. Japán – 0,953 ( 1) 9. Hollandia – 0,953 ( 1) 10. Franciaország – 0,952 ( 6) | 1. Finnország – 0,952 () 2. Egyesült Államok – 0,951 ( 4) 3. Spanyolország – 0,949 ( 6) 4. Dánia – 0,949 ( 1) 5. Ausztria – 0,948 ( 1) 6. Egyesült Királyság – 0,946 ( 1) 7. Belgium – 0, 946 ( 4) 8. Luxemburg – 0,944 ( 6) 9. Új-Zéland – 0,943 ( 1) 10. Olaszország – 0,941 ( 2) | 1. Hongkong – 0,937 ( 1) 2. Németország – 0,935 ( 1) 3. Izrael – 0,932 () 4. Görögország – 0,926 () 5. Szingapúr – 0,922 () 6. Dél-Korea – 0,921 () 7. Szlovénia – 0,917 () 8. Ciprus – 0,903 ( 1) 9. Portugália – 0,897 ( 1) 10. Brunei – 0,894 ( 4) |

 Magyarország 0,874-es HDI értékével egy helyet rontva 36. a listán.
Hiányzó országok:
- Afrika:  Libéria,  Szomália,  Nyugat-Szahara
- Ázsia:  Afganisztán,  Irak,  Makaó,  Észak-Korea,  Tajvan
- Európa:  Andorra,  Liechtenstein,  Monaco,  Montenegró,  San Marino,  Szerbia,  Vatikán
- Óceánia:  Kiribati,  Marshall-szigetek,  Mikronézia,  Nauru,  Palau,  Tuvalu

### Korábbi elsők
(A HDR kiadásának éve szerint)
- 2011:  Norvégia (0,943)
- 2010:  Norvégia (0,938)
- 2009:  Norvégia (0,971)
- 2008:  Izland (0,968)
- 2007:  Izland (0,968)
- 2006:  Norvégia (0,965)
- 2005:  Norvégia (0,963)
- 2004:  Norvégia (0,956)
- 2003:  Norvégia (0,944)
- 2002:  Norvégia (0,942)
- 2001:  Norvégia (0,939)
- 2000:  Kanada (0,935)
- 1999:  Kanada (0,932)
- 1998:  Kanada
- 1997:  Kanada
- 1996:  Kanada
- 1995:  Norvégia
- 1994:  Kanada
- 1993:  Japán